# Тарас Бульба (фильм, 1962)
«Тарас Бульба» (англ. Taras Bulba) — художественный фильм, экранизация одноимённой повести (в редакции 1842 г.) Николая Васильевича Гоголя, снятый Дж. Ли Томпсоном в 1962 году.

## Сюжет
Титры идут на фоне репродукции картины Репина «Запорожцы». XVI век. Судьба Европы решается в бескрайних степях Украины, где поляки противостоят армиям турецкого султана. Им помочь могут только казаки. Польский король желает интегрировать казаков в королевскую армию, но ведущий переговоры «казацкий полковник» Тарас Бульба демонстрирует чуб как символ «казачьего братства» и свободы. Вспыхивает кровавая разборка между поляками и казаками, где последние проигрывают ввиду превосходства польской артиллерии. Спасшийся Тарас Бульба объявляет казакам, что казачий чуб запрещен, а казачьи полки распущены. 
У Тараса растут дети, которых он учит владеть саблей, стрелять из пистолета и скакать верхом на коне. Тарас Бульба отправляет детей в Киев на учебу в польскую академию, где они подвергаются насмешкам и унижениям со стороны поляков. Тем не менее, руководство академии полагает, что учеба способна цивилизовать казаков. Тем временем Андрий Бульба влюбляется в прекрасную польку Наталью. В одной из драк Андрий убивает польского дворянина (брата Натальи) и бежит из Киева. Возвращаясь к своему отцу, Андрий и Остап посвящаются в казацкое братство. 
Казаки желают воевать. Друг Бульбы Филипенко сообщает, что польский король объявляет сбор для похода на Балтийские страны, однако Андрий спорит с ним, напоминая, что поляки почитают казаков за «невежественных варваров». Тогда казак Шило бросает Андрию упрек в трусости. Чтобы отстоять честь, они должны принять участие в смертельных прыжках через каньон («священный Дон»), в ходе которых Шило гибнет. Тарас ведет свой полк в город Чигирин на собрание полковников, где убеждает казаков бросить вызов полякам и идти на Дубну. Гетман Микола утратил доверие казаков и отдает запорожское знамя Тарасу, но становится на пути конного войска, которое затаптывает его. 
Казаки атакуют поляков, и те запираются в крепости Дубно. В городе начинается чума. Андрий пробирается в Дубно, чтобы спасти свою возлюбленную Наталью, но их обоих арестовывают польские стражники. В стане казаков разброд. Филипенко уводит часть казаков на борьбу с турками, и у Бульбы остается только три полка. В Дубно собираются сжечь Наталью, но ради спасения любимой Андрий соглашается предать казацкое братство и привести в город быков, чтобы накормить людей. Но вылазка захлебывается, и Тарас убивает своего сына Андрия из пистолета. В финальной сцене Тарас Бульба говорит, что Дубно теперь казачий город и он готов накормить народ и избавить его от чумы.

## В ролях
- Юл Бриннер — Тарас Бульба
- Тони Кёртис — Андрий Бульба
- Перри Лопес — Остап Бульба
- Илька Виндиш — София Бульба
- Владимир Соколов — старый Степан
- Брэд Декстер — казак Шило
- Гай Рольф — принц Григорий
- Кристина Кауфман — Наталья
- Владимир Ирман — Гриша Кубенко
- Даниэль Окко — гетман Иван Микола
- Сэм Ванамейкер — гетман Филипенко

## Интересные факты
- По возвращении домой сынов Тараса Бульбы казаки поют песню калинка-малинка[значимость факта?], хотя текст песни и музыка этой песни были написаны в 1860 году.
- В конной массовке участвовала Армия Аргентины (Сальта)[источник не указан 2059 дней].